# جان كيرسيبو
جان كيرسيبو (بالإستونية: Jaan Kirsipuu)‏ مواليد 17 يوليو 1969 في تارتو، هو دراج إستوني سابق في صنف سباق الدراجات على الطريق. سبق أن شارك في دورة الألعاب الأولمبية الصيفية.

## سجل النتائج

### سباقات أو مراحل فاز بها
| التاريخ        | السباق                                   | المركز                                         |
| -------------- | ---------------------------------------- | ---------------------------------------------- |
| 01 يناير 1992  | Côte picarde 1992                        |                                                |
| 01 يناير 1992  | ترو-برو ليون 1992                        | الفائز في التصنيف العام                        |
| 09 أكتوبر 1992 | باريس بورج 1992                          | العاشر في التصنيف العام                        |
| 08 أبريل 1993  | جائزة دينين الكبرى 1993                  | العاشر في التصنيف العام                        |
| 29 مايو 1993   | جراند بريكس دو بلومليك-موربيهان 1993     | الثالث في التصنيف العام                        |
| 17 سبتمبر 1993 | تور دي أفينير 1993                       |                                                |
| 19 سبتمبر 1993 | جراند بريكس دي إسبيرجوس 1993             | الفائز في التصنيف العام                        |
| 01 يناير 1994  | Côte picarde 1994                        |                                                |
| 20 مايو 1995   | جراند بريكس دو بلومليك-موربيهان 1995     | الثاني في التصنيف العام                        |
| 10 سبتمبر 1995 | جي بي دي فورميس 1995                     | السابع في التصنيف العام                        |
| 17 سبتمبر 1995 | جراند بريكس دي إسبيرجوس 1995             | الثامن في التصنيف العام                        |
| 23 مارس 1997   | شوليه باي دي لوار 1997                   | الفائز في التصنيف العام                        |
| 27 أبريل 1997  | طواف فونديه 1997                         | الفائز في التصنيف العام                        |
| 01 يناير 1998  | Grand Prix de Villers-Cotterêts 1998     | الفائز في التصنيف العام                        |
| 01 يناير 1998  | 1998 Giro di Puglia                      |                                                |
| 22 مارس 1998   | شوليه باي دي لوار 1998                   | الفائز في التصنيف العام                        |
| 03 أبريل 1998  | روت أديلي 1998                           | الفائز في التصنيف العام                        |
| 10 أبريل 1998  | سباق حلبة دي لا سارث 1998                |                                                |
| 23 أبريل 1998  | جائزة دينين الكبرى 1998                  | الفائز في التصنيف العام                        |
| 04 أكتوبر 1998 | باريس تورز 1998                          |                                                |
| 01 يناير 1999  | كأس فرنسا لركوب الدراجات على الطريق 1999 | الفائز في التصنيف العام                        |
| 21 مارس 1999   | شوليه باي دي لوار 1999                   | الفائز في التصنيف العام                        |
| 25 أبريل 1999  | طواف فونديه 1999                         | الفائز في التصنيف العام                        |
| 16 مايو 1999   | Tour de Picardie 1999                    | الفائز في التصنيف العام                        |
| 03 أكتوبر 1999 | باريس تورز 1999                          |                                                |
| 06 فبراير 2000 | نجم بسجس 2000                            |                                                |
| 20 فبراير 2000 | Classic Haribo 2000                      | الفائز في التصنيف العام                        |
| 27 فبراير 2000 | كرونا بروكسل 2000                        |                                                |
| 23 أبريل 2000  | طواف فونديه 2000                         | الفائز في التصنيف العام                        |
| 01 يناير 2001  | 2001 Gran Premio Bruno Beghelli          |                                                |
| 06 أبريل 2001  | روت أديلي 2001                           | الفائز في التصنيف العام                        |
| 26 أبريل 2001  | جائزة دينين الكبرى 2001                  | الفائز في التصنيف العام                        |
| 18 أغسطس 2001  | طواف الدنمارك 2001                       | الأول في تصنيف النقاط، الثاني في التصنيف العام |
| 24 فبراير 2002 | Classic Haribo 2002                      | الفائز في التصنيف العام                        |
| 03 مارس 2002   | كرونا بروكسل 2002                        | الفائز في التصنيف العام                        |
| 25 مايو 2002   | Tartu GP 2002                            | الفائز في التصنيف العام                        |
| 01 يناير 2003  | كأس فرنسا لركوب الدراجات على الطريق 2003 | الفائز في التصنيف العام                        |
| 23 فبراير 2003 | Classic Haribo 2003                      | الفائز في التصنيف العام                        |
| 09 مارس 2003   | ثلاثة أيام فلاندرز الغربية 2003          | الفائز في التصنيف العام                        |
| 20 أبريل 2003  | طواف فونديه 2003                         | الفائز في التصنيف العام                        |
| 24 مايو 2003   | Tartu GP 2003                            | الفائز في التصنيف العام                        |
| 07 مارس 2004   | ثلاثة أيام فلاندرز الغربية 2004          |                                                |
| 24 مارس 2004   | دفارز دور فلاندرز 2004                   |                                                |
| 07 أبريل 2004  | غنت-وفلجم 2004                           |                                                |
| 29 مايو 2009   | Tallinn-Tartu GP 2009                    |                                                |
| 28 مايو 2010   | Tallinn-Tartu GP 2010                    |                                                |
| 20 مايو 2011   | Jurmala Grand Prix 2011                  | الفائز في التصنيف العام                        |

## روابط خارجية
- جان كيرسيبو على موقع الاتحاد الدولي للدراجات (الإنجليزية)
- جان كيرسيبو على موقع أرشيف الدراجات (الإنجليزية)
- جان كيرسيبو على موقع إحصائيات الدراجات الإحترافية (الإنجليزية)
- جان كيرسيبو على موقع نسبة الدراجات (الإنجليزية)
- جان كيرسيبو على موقع CycleBase (الإنجليزية)
- جان كيرسيبو على موقع أوليمبيديا (الإنجليزية)